# Samtgemeinde Bersenbrück
La comunità amministrativa di Bersenbrück (Samtgemeinde Bersenbrück) si trova nel circondario di Osnabrück nella Bassa Sassonia, in Germania.

## Suddivisione
Comprende 7 comuni:
1. Alfhausen
2. Ankum
3. Bersenbrück (città)
4. Eggermühlen
5. Gehrde
6. Kettenkamp
7. Rieste

Il capoluogo è Bersenbrück.